# Jerzy Jurandot

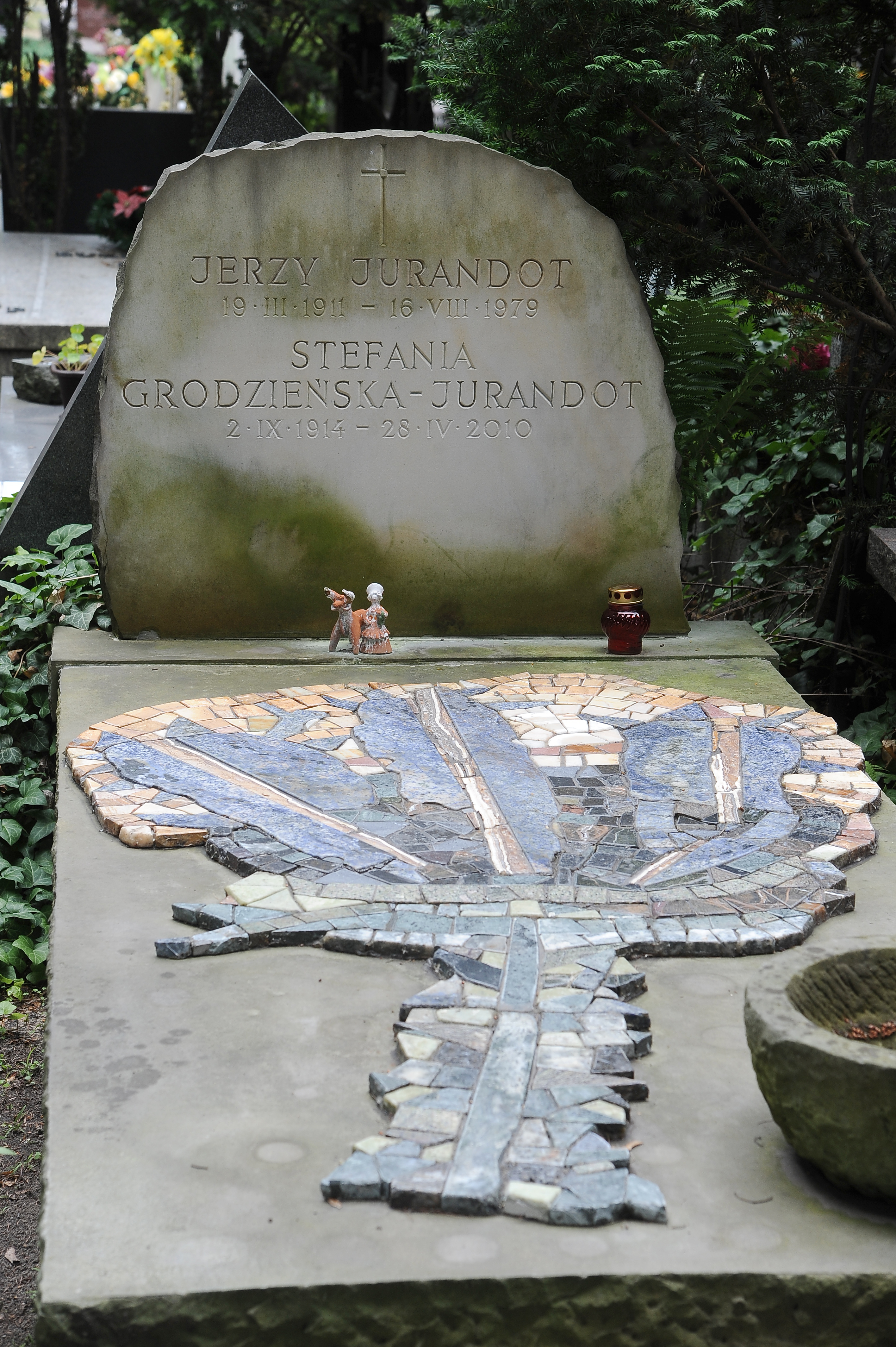
Grób Jerzego Jurandota i Stefanii Grodzieńskiej-Jurandot na cmentarzu Wojskowym na Powązkach w Warszawie

Jerzy Jurandot, właśc. Jerzy Glejgewicht (ur. 19 marca 1911 w Warszawie, zm. 16 sierpnia 1979 tamże) – polski poeta, dramaturg, satyryk i autor tekstów piosenek.

## Życiorys
Urodził się w rodzinie Tadeusza Glejgewichta i Sabiny z Bartów. Po ukończeniu gimnazjum w 1928 studiował matematykę i chemię na Uniwersytecie Warszawskim, w 1934 uzyskał absolutorium. Od 1937 był mężem Stefanii Grodzieńskiej, tancerki, aktorki i piosenkarki. 
Jako literat zadebiutował w 1929, a w latach trzydziestych zyskał popularność. Pisał dla teatrzyków literackich, takich jak Cyrulik warszawski (1935), Morskie Oko, Banda, Małe Qui Pro Quo (1937–1939) i innych. Jego piosenki śpiewali m.in.: Jadwiga Andrzejewska, Chór Dana, Tadeusz Faliszewski, Stefcia Górska, Tola Mankiewiczówna, Tadeusz Olsza, Ludwik Sempoliński, Zofia Terné i Aleksander Żabczyński. Pisał też dialogi filmowe, np. do filmów: Ada! To nie wypada!, Manewry miłosne czy Pani minister tańczy.
Od 1940 przebywał z żoną Stefanią w getcie warszawskim, gdzie był dyrektorem artystycznym i literackim w Teatrze Melody Palace przy ul. Rymarskiej 12, a od czerwca 1942 w Teatrze Femina przy ul. Leszno 35. Po rozpoczęciu w lipcu 1942 wielkiej akcji deportacyjnej z getta do obozu zagłady w Treblince ukrywali się w podwarszawskich Gołąbkach, w domu Zofii i Gabriela Kijkowskich, a Jerzy pracował jako stróż w ogrodniczej stacji doświadczalnej Mory. Od marca 1944 prawie do wybuchu powstania warszawskiego ukrywali się w mieszkaniu Heleny Niemyskiej przy ulicy Filtrowej 77.
Po II wojnie światowej był dyrektorem Rozgłośni Polskiego Radia w Lublinie, współpracował z kilkoma teatrzykami żołnierskimi i prasą satyryczną, był także naczelnikiem Wydziału Estrady Ministerstwa Kultury i Sztuki. W Łodzi utworzył i był wieloletnim kierownikiem Teatru Satyrycznego „Syrena” (1945–1950 i 1955–1957), przeniesionego w 1948 do Warszawy. W latach 1952–1955 pełnił funkcję dyrektora Teatru Satyryków w Warszawie. Ponadto współpracował z tygodnikiem „Szpilki”. 
Zmarł w Warszawie, pochowany na cmentarzu Wojskowym na Powązkach (kwatera B37-1-7).

## Twórczość
- Sztuki:
  - Plecy – 1945
  - Takie czasy – 1954
  - Trzeci dzwonek – 1958
  - Mąż Fołtasiówny – 1960
  - Operacja Sodoma, czyli dziewiąty sprawiedliwy – 1962
  - Pamiątkowa fotografia – 1966
  - Rachunek nieprawdopodobieństwa – 1971
- Wspomnienia:
  - Miasto skazanych. 2 lata w warszawskim getcie – 2014
  - Dzieje śmiechu – 1959
  - Sak
- Książki:
  - Frontem i afrontem – 1952
  - Moja tfurczość [sic] – 1966
  - Operacja „Sodoma” czyli dziewiąty sprawiedliwy – 1968

## Teksty piosenek
- „A jednak czegoś mi brak” (muzyka Henryk Wars)
- „A mnie w to graj” (muzyka Henryk Wars)
- „Ada to nie wypada” (muzyka Zygmunt Wiehler; posiada w repertuarze Ada Biedrzyńska, Irena Santor, Sława Przybylska, Sami Swoi)
- „Dziękuję ci moje serce” (muzyka Takis Morakis)
- „I wciąż się na coś czeka” (muzyka Franciszka Leszczyńska)
- „Idą leśni” (muzyka Jerzy Wasowski)
- „Jak odnaleźć twój ślad” (muzyka Ryszard Sielicki)
- „Jak za dawnych lat” (muzyka Henryk Wars)
- „Jest taki jeden skarb” (muzyka Jerzy Harald)
- „Już nie mogę dłużej kryć” (muzyka Henryk Wars)
- „Na moje wady już nie ma rady” (muzyka Henryk Wars)
- „Nie kochać w taką noc to grzech” (muzyka Zygmunt Wiehler)
- „Niedobrze, panie bobrze” (muzyka Jerzy Boczkowski)
- „Nikt mnie nie rozumie tak jak ty” (muzyka Zygmunt Wiehler)
- „Nie, psze pana” (muzyka Jerzy Boczkowski)
- „O jednej Wiśniewskiej” (muzyka trad. – stylizowana ballada dziadowska)
- „O królu Edwardzie i pani Simpson” (muzyka trad. – stylizowana ballada dziadowska)
- „Oj, dana” (muzyka Władysław Daniłowski)
- „Puste samoloty” (muzyka Hańba!)
- „Rosną w miastach domy” (muzyka Wawrzyniec Żuławski)
- „Sentymentalny, starszy pan” (muzyka Z. Dzięgielewski)
- „Szkoda, że niepogoda” (muzyka Marek Sart)
- „Tak jak mama nie gotuje nikt” (muzyka Andrzej Januszko)
- „Tak mało cię znam” (muzyka Władysław Szpilman)
- „Taka noc i walc, i my” (muzyka Henryk Wars)
- „Trzy listy” (muzyka Leon Boruński)
- „U cioci Pelagii” (muzyka Leon Boruński)
- „W ogródku Eldorado” (muzyka Leon Boruński)
- „Walczyk Warszawy” (muzyka Leon Rzewuski)
- „Wio, koniku” (słowa i muzyka oryginału Imre Garai)
- „Wiosną mi bądź” (muzyka Marek Sart)

## Ordery i odznaczenia
- Krzyż Komandorski Orderu Odrodzenia Polski (1970)
- Krzyż Oficerski Orderu Odrodzenia Polski
- Krzyż Kawalerski Orderu Odrodzenia Polski (15 lipca 1954)[9]
- Złoty Krzyż Zasługi (19 lipca 1946)[10]
- Medal 30-lecia Polski Ludowej (1974)
- Medal 10-lecia Polski Ludowej (12 stycznia 1955)[11]
- Złota odznaka honorowa „Za Zasługi dla Warszawy” (1965)[12]
- Honorowa Odznaka Miasta Łodzi

Źródło:.

## Nagrody
- 1955 – wyróżnienie Podkomitetu Literatury i Sztuki Nagrody Państwowej za sztukę Takie czasy[13]

- 1955 – Nagroda w konkursie 10-lecia Polski Ludowej
- 1964 – Nagroda III stopnia ministra kultury i sztuki za komedię Dziewiąty sprawiedliwy
- 1970 – Nagroda III stopnia ministra obrony narodowej za Balladę o tamtych dniach (ze Stefanią Grodzieńską, muzyka: Jerzy Wasowski)
- 1970 – Nagroda Przewodniczącego Prezydium WRN w Koszalinie na IV Festiwalu Piosenki Żołnierskiej w Kołobrzegu za Idą leśni (muzyka: Jerzy Wasowski), wykonawca piosenki Janusz Zakrzeński[14]
- Nagroda ZAiKS-u za libretto Miss Polonia (muzyka: Marek Sart)

Źródło:.